# Nagurus hermonensis
Nagurus hermonensis är en kräftdjursart som beskrevs av Albert Vandel1955. Nagurus hermonensis ingår i släktet Nagurus och familjen Trachelipodidae. Inga underarter finns listade i Catalogue of Life.